# Toma de San Cristóbal de las Casas
La Toma de San Cristóbal de las Casas de 1994 es el nombre con el que se conoce la ocupación del palacio municipal de San Cristóbal de las Casas, Chiapas por un grupo de indígenas armados del Ejército Zapatista de Liberación Nacional el 1 de enero de 1994.

## Ocupación y abandono
A las 0:30 de la madrugada del día de año nuevo de 1994 una multitud de indígenas encapuchados y armados atacan, sin declaración previa, la población de San Cristóbal de las Casas. Un grupo se dirigió a las oficinas de la Coordinación de la Procuraduría de Justicia del Estado en la Zona Altos, donde hirieron de cinco disparos en las piernas al policía judicial Samuel Moreno Feliciano. Una vez tomado el edificio, los insurgentes rompieron los ventanales, y procedieron a amontonar en la sala de espera muebles, archivos y otros objetos, prendiéndoles fuego, calcinándolo todo.[cita requerida]
Otro grupo se dirigió hacia el Palacio Municipal donde sometieron a los guardias. Después rompieron las puertas de todas las oficinas y usaron todos los muebles como barricadas, que colocaron en las principales esquinas del centro de la ciudad. También saquearon diverso equipo de oficina a la planta baja, así como documentos de los archivos municipales y del registro civil, que quedaron desparramados frente al palacio municipal. El grupo armado se identifica como el Ejército Zapatista de Liberación Nacional. En las paredes del palacio municipal ocupado por los rebeldes podía leerse: "No hay guerrilla dice Godínez", "Godínez Bravo y Gastón Menchaca, ríndanse", "No hay guerrilla, firmado Godínez Bravo". 
La circulación dentro y fuera de la ciudad, así como la salida y entrada de turistas nacionales y extranjeros no se vio afectada, dado que la rápida respuesta militar coordinada desde el estado de Oaxaca, colocó retenes en todas las salidas de la ciudad.
A las tres de la mañana del día 2 de enero los rebeldes del EZLN abandonan la ciudad dejando letreros en las paredes de palacio municipal con las leyendas: "Atención mexicanos: nos fuimos a Rancho Nuevo, después a Tuxtla, ya no habrá descanso. Gracias a todos, gracias coletos. No queremos TLC, queremos libertad. Viva el EZLN", así también se saquearon tiendas y farmacias del centro, creando un caos, ya que una vez que se abría una tienda la población de la ciudad entraba junto a los integrantes zapatistas y los primeros se dedicaron al pillaje, el caso más ejemplar fue el de la tienda del ISSSTE, donde hubo familias que hicieron viajes en camioneta robando refrigeradores y alimento para perros.
Unas horas después, dos pelotones del Ejército mexicano entraban en la ciudad y acordonaban la plaza central, al igual que todos los accesos.
Con esta acción se inicia la revuelta zapatista conocida como Levantamiento zapatista en la que los insurgentes declaran la guerra al Ejército Mexicano, acción que conlleva a enfrentamientos a lo largo de dos semanas, obligando al Ejército Zapatista a refugiarse dentro de la selva Lacandona.

## Acercamiento con los medios
Al preguntarle un reportero al Subcomandante Marcos lo que sucedía, contestó:

"Bueno, lo que pasó es que el día de hoy se atacaron cuatro cabeceras municipales, todas en el estado de Chiapas. Es un movimiento de insurrección, de nuestra organización que se llama Ejército Zapatista de Liberación Nacional, cuya dirección es mayoritariamente indígena, tzotzil, tzeltal, tojolabal, chol, zoque y mame... nosotros pensamos que estuvimos aislados todos estos años porque mientras en el resto del mundo se iban dando rebeliones contra dictaduras, o supuestas dictaduras, y esto era visto con lógica, en éste país empezaban a avanzar una serie de medidas, pues dictatoriales... la población indígena chiapaneca padece 15 mil muertos al año, eso es tanto como lo de la guerra de El Salvador cada año, nada más que los muertos de un sólo lado y con la gran vergüenza de que la mayoría por diarreas, enfermedades digestivas... Que las soluciones de los principales problemas de nuestro país atraviesan necesariamente por los problemas de libertad y democracia, esa es la principal demanda, sobre la base de eso dicen los compañeros se podría negociar las otras demandas de vivienda, tierra, salud, educación, justicia, muchos problemas que sobre todo en el medio indígena son muy graves, pero sobre la demanda de libertad y democracia, se está haciendo el llamado a toda la república mexicana y a todos los sectores sociales que se alcen junto con nosotros, no necesariamente con las armas, sino con lo que puede cada uno, según su medio en el que se desempeña... no hay una en el EZLN una ideología perfectamente definida así en el sentido clásico del marxismo-leninismo, del social-comunismo, del castrismo, hay más bien un punto común de enlace para los grandes problemas nacionales que para un sector u otro coinciden en la falta de libertad y falta democracia... cuando el Comité Clandestino Revolucionario, que es el que da las órdenes, cuando ellos consideren que se cumplió el objetivo de ésta toma, ordenarán la retirada, pero no es su propósito mantenerse en la ciudad... las causas que originan este movimiento son justas, son reales, en todo caso podrán cuestionar el camino que se eligió, pero nunca las causas".